# Rustemburgo
Rustemburgo (Rustenburg en inglés y afrikáans: ciudad de descanso) es una ciudad de 395 761 habitantes (censo nacional de 2001) situada al pie de las sierras Magaliesberg en la provincia del Noroeste en Sudáfrica. Cerca de la ciudad están las dos minas de platino más grandes del mundo y la refinería de platino más grande del mundo, PMR (Precious Metal Refiners: Refinerías de Metales Preciosos), que trata alrededor del 70 % del platino del mundo.

## Historia
La ciudad fue establecida en 1851 como un centro administrativo de una fértil zona agrícola-ganadera, que produce cítricos, tabaco, cacahuetes, semillas de girasol, maíz, trigo y ganado. El 10 de febrero de 1859 fue fundada la Iglesia reformada neerlandesa en Rustemburgo. Justo en el noroeste de la ciudad, el presidente de la República de Transvaal, Paul Kruger, compró una granja de 5 km² en 1863.
Entre los primeros residentes de Rustemburgo estaban pobladores de origen indio. Una de las primeras familias de origen indio fue la familia Bhayat, cuya contribución a la historia de la ciudad se encuentra marcada al renombrar la calle principal como 'Calle Fatima Bhayat' —Fatima Bhayat y su marido Abubakr Ahmed Bhayat, los primeros residentes del origen indio, poseyeron una ferretería que suministró el equipo a crédito a Paul Kruger durante la Segunda Guerra Anglo-Bóer, por lo que fueron recompensados más tarde con oro—.
Rustemburgo fue una de las ciudades anfitrionas de la Copa Mundial de Fútbol de 2010 (Estadio Royal Bafokeng, 42 000 asientos).

## Clima
| Parámetros climáticos promedio de Rustenburg, Sudáfrica | Parámetros climáticos promedio de Rustenburg, Sudáfrica | Parámetros climáticos promedio de Rustenburg, Sudáfrica | Parámetros climáticos promedio de Rustenburg, Sudáfrica | Parámetros climáticos promedio de Rustenburg, Sudáfrica | Parámetros climáticos promedio de Rustenburg, Sudáfrica | Parámetros climáticos promedio de Rustenburg, Sudáfrica | Parámetros climáticos promedio de Rustenburg, Sudáfrica | Parámetros climáticos promedio de Rustenburg, Sudáfrica | Parámetros climáticos promedio de Rustenburg, Sudáfrica | Parámetros climáticos promedio de Rustenburg, Sudáfrica | Parámetros climáticos promedio de Rustenburg, Sudáfrica | Parámetros climáticos promedio de Rustenburg, Sudáfrica | Parámetros climáticos promedio de Rustenburg, Sudáfrica |
| Mes                                                     | Ene.                                                    | Feb.                                                    | Mar.                                                    | Abr.                                                    | May.                                                    | Jun.                                                    | Jul.                                                    | Ago.                                                    | Sep.                                                    | Oct.                                                    | Nov.                                                    | Dic.                                                    | Anual                                                   |
| ------------------------------------------------------- | ------------------------------------------------------- | ------------------------------------------------------- | ------------------------------------------------------- | ------------------------------------------------------- | ------------------------------------------------------- | ------------------------------------------------------- | ------------------------------------------------------- | ------------------------------------------------------- | ------------------------------------------------------- | ------------------------------------------------------- | ------------------------------------------------------- | ------------------------------------------------------- | ------------------------------------------------------- |
| Temp. máx. media (°C)                                   | 30.3                                                    | 29.4                                                    | 28.3                                                    | 25.5                                                    | 21.6                                                    | 20.4                                                    | 20.9                                                    | 23.7                                                    | 27.3                                                    | 28.7                                                    | 29.4                                                    | 30.1                                                    | 26.3                                                    |
| Temp. media (°C)                                        | 23.8                                                    | 23.1                                                    | 21.7                                                    | 18.3                                                    | 14.9                                                    | 11.8                                                    | 11.8                                                    | 14.4                                                    | 18.5                                                    | 20.8                                                    | 22.1                                                    | 23.1                                                    | 18.7                                                    |
| Temp. mín. media (°C)                                   | 17.1                                                    | 16.8                                                    | 15.0                                                    | 11.2                                                    | 6.5                                                     | 3.2                                                     | 2.8                                                     | 5.1                                                     | 9.6                                                     | 12.9                                                    | 14.9                                                    | 16.1                                                    | 10.9                                                    |
| Fuente: Rustenburg Local Municipality                   |                                                         |                                                         |                                                         |                                                         |                                                         |                                                         |                                                         |                                                         |                                                         |                                                         |                                                         |                                                         |                                                         |